# シャハージー2世
シャハージー2世（Shahaji II, 1910年4月4日 - 1983年5月9日）は、インドのデカン地方、コールハープル藩王国の君主（在位：1947年）。

## 生涯
1910年4月4日、トゥコージー・ラーオ・パワール3世の息子として、コールハープルで誕生した。即位前の名をヴィクラム・シング・ラーオといった。
1946年9月28日、コールハープル藩王国の君主シヴァージー7世が死亡したのち、1947年3月31日にラージャーラーム3世の妃の養子となり、シャハージー2世として藩王位を継承した。
だが、藩王委継承もつかの間、同年8月15日にインド・パキスタン分離独立により、藩王国はインドへと併合され、シャハージー2世は藩王位を失った。
1983年5月9日、シャハージー2世はコールハープルで死亡した。